# Edwin Hubble
Pour les articles homonymes, voir Hubble.
Edwin Hubble (20 novembre 1889-28 septembre 1953) est un astronome américain. Il a permis d'améliorer la compréhension de la nature de l'Univers en démontrant l'existence d'autres galaxies en dehors de notre Voie lactée. En observant un décalage vers le rouge du spectre de plusieurs galaxies, il a montré que celles-ci s'éloignaient les unes des autres à une vitesse proportionnelle à leur distance. Cette relation, connue sous le nom de « loi de Hubble », avait néanmoins été prédite précédemment par Georges Lemaître, un prêtre et astronome belge qui avait publié son travail dans un journal bien moins visible. Cette situation a entraîné une controverse sur la paternité de la loi. Les conditions de la parution en anglais de la version des travaux de Lemaître de 1927 ont été depuis clarifiées. En 2018, l'UAI (Union astronomique internationale) soumet au vote la proposition de changement de nom pour « loi de Hubble-Lemaître ». La loi de Hubble-Lemaître est une des observations clé de l'expansion de l'Univers.

## Biographie
Hubble naît à Marshfield dans le Missouri le 20 novembre 1889. Il étudie les mathématiques et l'astronomie à l'université de Chicago où il obtient son diplôme en 1910. Titulaire d'une bourse d'études, il passe ensuite trois ans au Queen's College d'Oxford où il obtient un Master of Arts en droit. Il revient rapidement à l'astronomie à l'observatoire Yerkes, où il obtient son doctorat en 1917.
George Ellery Hale, le fondateur et directeur de l'observatoire du Mont Wilson, près de Pasadena en Californie, lui propose un poste de chercheur en 1917. Edwin accepte, mais il est envoyé au front en France, car les États-Unis viennent d'entrer dans le premier conflit mondial, à la suite de la guerre sous-marine à outrance et du télégramme Zimmermann. À son retour, en 1919, l'offre de George Ellery Hale tient toujours : il s'installe à Pasadena et y poursuit ses travaux jusqu'à la fin de sa vie.
Peu de temps avant sa mort, il fut le premier à utiliser le télescope Hale composé d'un réflecteur de 200 pouces (5,08 m de diamètre) qui venait d'être achevé. Le 28 septembre 1953, il meurt d'un accident vasculaire cérébral. Son épouse Grace est décédée en 1981 à 92 ans.

## Travaux

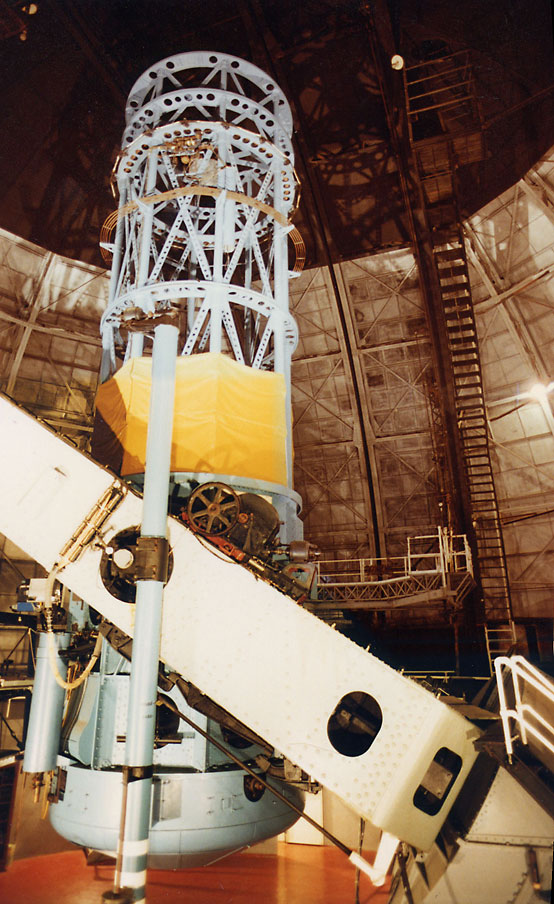
Le télescope Hooker de 2,5 m de l'observatoire du Mont Wilson avec lequel Hubble a effectué ses principales découvertes.

### Nature des galaxies
Son arrivée au mont Wilson coïncide plus ou moins avec l'achèvement du télescope Hooker de 250 cm, le plus puissant télescope à l'époque. Ce télescope permis à Hubble en 1923–1924 d'identifier et d'observer dans des « nébuleuses spirales » des étoiles variables de type céphéides. La nature de ces nébuleuses était alors l'objet d'intenses débats. Il applique à ses nouvelles observations la relation période-luminosité découverte en 1908 par Henrietta Swan Leavitt, et conclut que ces nébuleuses ne font pas partie de notre Galaxie. Il annonce sa découverte le 30 décembre 1924, tranchant ainsi le Grand Débat en faveur de la théorie des « univers-îles » de Herber Curtis. Ces « univers-îles » sont de nos jours appelés galaxies. 
La première nébuleuse identifiée comme une galaxie n'est pas M31 (la galaxie d'Andromède), mais la petite galaxie NGC 6822 située dans la constellation du Sagittaire (1925). Suivront ensuite M33 (la galaxie du Triangle) en 1926 et M31 en 1929. Il a également classifié les galaxies en les regroupant selon des critères morphologiques (séquence de Hubble)

### Loi de Hubble-Lemaître
Les travaux sur la spectroscopie astronomique étaient menés avant 1918 par James Edward Keeler (observatoire Lick), Vesto Melvin Slipher (observatoire Lowell) et William Wallace Campbell (observatoire Lick). Combinant leurs propres mesures de distance des galaxies avec les mesures de Vesto Slipher relatives à leur décalage vers le rouge, Hubble en collaboration avec Milton Humason établit en 1929, grâce à la spectroscopie, la relation entre la distance des galaxies et leur vitesse d'éloignement. Cette relation est désormais connue sous le nom de loi de Hubble-Lemaître, à l'origine du concept d'expansion de l'Univers.
Cette découverte basée sur l'observation et la mesure permit de soutenir la thèse de la théorie du Big Bang initialement proposée en 1927 par l'astronome et chanoine catholique belge Georges Lemaître.

### Système de classement morphologique
Edwin Hubble a établi un système permettant de classer les galaxies : la séquence de Hubble. Ce système est toujours utilisé aujourd'hui.

### Autres travaux et découvertes
Il est lauréat de la Médaille Franklin en 1939 pour ses travaux sur les nébuleuses. Il reçoit la médaille d'or de la Royal Astronomical Society en 1940.
Il a découvert l'astéroïde (1373) Cincinnati le 30 août 1935.

## Publications
- (en) The Observational Approach to Cosmology. Edwin Hubble (The Clarendon Press – 1937)
- (en) The Realm of the Nebulae. Edwin Hubble (New haven – 1936)

## Hommages posthumes
Le télescope spatial Hubble a été nommé en son honneur, ainsi que l'astéroïde (2069) Hubble.

#### Bases de données et dictionnaires
- Ressources relatives à la recherche :   - La France savante
  - Mathematics Genealogy Project
  - Scopus
- Ressource relative à l'astronomie :   - Biographical Encyclopedia of Astronomers
- Ressource relative au sport :   - Indiana Basketball Hall of Fame
- Ressource relative à la bande dessinée :   - Comic Vine
- Ressource relative à l'audiovisuel :   - IMDb
- Notices dans des dictionnaires ou encyclopédies généralistes :   - American National Biography
  - Britannica
  - Brockhaus
  - Den Store Danske Encyklopædi
  - Deutsche Biographie
  - Gran Enciclopèdia Catalana
  - Hrvatska Enciklopedija
  - Internetowa encyklopedia PWN
  - Nationalencyklopedin
  - Proleksis enciklopedija
  - Store norske leksikon
  - Treccani
  - Universalis
  - Visuotinė lietuvių enciklopedija
- Notices d'autorité :   - VIAF
  - ISNI
  - BnF (données)
  - IdRef
  - LCCN
  - GND
  - Italie
  - Japon
  - CiNii
  - Pays-Bas
  - Pologne
  - Israël
  - NUKAT
  - Australie
  - Norvège
  - Croatie
  - Tchéquie
  - Lettonie
  - WorldCat